# Повест о мојој жени
Повест о мојој жени: белешке капетана Штера (мађ. A feleségem története) је роман мађарског књижевника Милана Фишта (мађ. Milán Füst) (1888–1967) објављен 1942. године. Српско издање објавила је издавачка кућа "Лагуна" из Београда 2009. године у преводу Марије Тот Игњатовић.
Године 1968. роман је био номинован за Нобелову награду.

## О аутору
Милан Фишт (1888–1967) мађарски новелиста, драмски писац и песник. Студирао права и економију у Будимпешти. Радио је као предавач у пословној школи. Године 1918. постаје директор академије Верешмарти. 2028. године је претрпео нервни слом и тада одлази у Баден-Баден. 1947. године се враћа професорском позиву, а следеће године добија највише мађарско признање за књижевност, награду Кошут. 

## О књизи
Роман говори о холандском поморском капетану Штеру и његовој опсесивној љубомори, према супрузи францускињи Лизи. Штер воли и истовремено мрзи своју жену. Он је прогања, а његова љубомора прераста у самоуништавајућу страст и опседнутост.
Пролази кроз сам пакао док трага за доказима њеног неверства. Он је чак "види" на улици Париза иако је она годинама мртва. Верује да ће се једног дана она ипак појавити, у некој пустој улици, на неком углу. Штер закључује: Живот дајем да ће бити тако. Иначе, пита се, чему бих живео.

## Екранизација
2021. године снимљен је истоимени филм по роману Повест о мојој жени. Режију је потписала Илдико Ењеди (мађ. Ildikó Enyedi). Улоге у филму су: Леа Сејду (фр. Léa Seydoux) као Лизи; Гијс Набер (хол. Gijs Naber) као Јакоб Штер; Луна Ведлер (енгл. Luna Wedler) као Грета ; Луј Гарел (фр. Louis Garrel) као Дедин.